# 本特维施
本特维施是德国梅克伦堡-前波莫瑞州的一个市镇。总面积14.74平方公里，总人口2542人，其中男性1324人，女性1218人（2011年12月31日），人口密度172人/平方公里。